# Вуду (омовіння)
Вуду́’ (від араб. الوضوء al-wuḍū) — ритуальне омовіння в ісламі, що є обов'язковою умовою для здійснення намазу, тавафу, дотику до Корану і бажаним при виконанні інших видів поклоніння. Крім обмивання-вуду існують і інші методи ритуального очищення, такі як ґусл, істінджа, масх тощо.

## Послідовність виконання
- Здійснення наміру серцем: «я маю намір зробити обов'язкове (бажане) ритуальне омовіння (вуду) щиро заради Аллаха».
- Проголошення вголос басміли.
- Миття кистей рук.
- Чищення зубів місваком.
- Полоскання рота і промивання носа по три рази.
- Миття обличчя.
- Миття рук до ліктів (в тому числі і кистей).
- Протирання голови вологою рукою від чола до потилиці.
- Протирання вологими руками вух (вказівними пальцями протираються область всередині вух, а великими пальцями за вухами).
- Миття ніг до щиколоток, починаючи з правої ноги.